# Oslava (Jihlava)
Die Oslava (deutsch Oslawa bzw. Oslau) ist ein linker Nebenfluss der Jihlava in Tschechien.

## Geographie
Die Oslava entspringt anderthalb Kilometer nördlich von Budeč im Krischanauer Bergland auf dem Gebiet des Landschaftsschutzgebietes CHKO Žďárské vrchy in einem Sumpfgebiet zwischen den Hügeln Kopeček (Butschberg, 599 m) und Hamerský kopec (593 m) in 570 m ü. NN. An ihrem Oberlauf speist sie die großen Teiche Babín, Matějovský rybník und Veselský rybník. Der weitere, von zahlreichen Flussbiegungen gekennzeichnete Lauf führt nach Südosten über Nové Veselí und Obyčtov, dann gegen Süd über Ostrov nad Oslavou und Radostín nad Oslavou zur Talsperre Mostiště. Über Mostiště, Velké Meziříčí, Nesměř, Oslava, Vaneč, Naloučany, Ocmanice, Nový Mlýn, Náměšť nad Oslavou und Oslavany fließt die Oslava dann in südöstlicher Richtung durch das Jaispitzer Hügelland (Jevišovická pahorkatina). Zwischen Letkovice, Němčice und Ivančice mündet die Oslava in der Boskowitzer Furche nach 99,6 km in die Jihlava. Ihr Einzugsgebiet umfasst 867,2 km².

## Sehenswürdigkeiten
Unterhalb der Einmündung der Oslavička bildet der Fluss das tief eingeschnittene Tal Nesměřské údolí. Linksseitig des Oslavatales liegen die Reste der Burgen Templštejn und Dub sowie das Schloss Náměšť nad Oslavou.
Unterhalb von Náměšť nad Oslavou bildet das tief eingeschnittene und teilweise felsige Mäandertal der Oslava bis Čučice einen Teil des Naturschutzgebietes Údolí řeky Oslavy a Chvojnice. Entlang des Flusses befinden sich hier die Reste der Burgen Sedlecký hrad, Lamberk, Kraví Hora, Levnov, der Aussichtsaltan Gloriet und das Jagdschlösschen Vlčí Kopec. Weiter flussabwärts liegt am Fluss das Schloss Oslavany.

## Bedeutendste Zuflüsse
- Bohdalovský potok (r), Ostrov nad Oslavou
- Znětínský potok (r), Radostín nad Oslavou
- Mastník (l), Mostiště
- Balinka (r), Velké Meziříčí
- Oslavička (r), unterhalb Velké Meziříčí
- Kundelovský potok (r), Oslava
- Polomina (l), bei Tasov
- Jasinka (l), Naloučany
- Okarecký potok (r), unterhalb Náměšť nad Oslavou
- Velkopolský potok (l), bei Zňátky
- Luh (l), unterhalb Skřipský Mlýn
- Chvojnice (l), Senohradský Mlýn